# Općina Hodoš
Općina Hodoš (slo.:Občina Hodoš, mađ.: Hodos Község) je općina u sjeveroistočnoj Sloveniji u pokrajini Prekomurje i statističkoj regiji Pomurje. Središte općine je naselje Hodoš s 251 stanovnikom. Općina Hodoš je jedna od tri u Sloveniji u kojoj Mađari su većinsko stanovništvo.

## Zemljopis
Općina Hodoš nalazi se u sjeveroistočnom dijelu Slovenije na granici s Mađarskom. 
Općina se prostire u krajnje istočnom dijelu pokrajine Prekomurje, u pobrđu Goričko.
U općini vlada umjereno kontinentalna klima.
Najvažniji vodotok je rječica Velika Krka.

## Naselja u općini
Hodoš, Krplivnik

## Vanjske poveznice
- Službena stranica općine